# کارویا
کارْویا (به فنلاندی: Karvia) یک منطقهٔ مسکونی در فنلاند است که در ساتاکونتا واقع شده‌است.

## خواهرخوانده
شهر دهستان ویرو-نیگولا خواهرخواندهٔ کارویا هست.